# 石原寅次郎
石原 寅次郎（いしはら とらじろう、1889年（明治22年）1月3日 - 1977年（昭和52年）3月9日）は、日本の金属工学者（冶金学者）である。東北大学名誉教授。第2代富山大学学長を務めた。

## 経歴・人物
岡山県岡山市の生まれ。東京帝国大学（現在の東京大学）卒業後、東北帝国大学（現在の東北大学）附属理科大学臨時理化学研究所に勤務する。1919年（大正8年）には同大学の講師となり、冶金学の教鞭を執った。その後は助教授を経て1923年（大正12年）には教授に昇格した。1924年（大正13年）から翌1925年（大正14年）まで冶金学の研究により、イギリスやフランス、ドイツ等ヨーロッパの津々浦々に留学した。留学中は蒸留マンガンの製造法や、鉄-マンガン及び鉄-ニッケル-マンガン合金の規則格子の研究に携わり、理学博士を取得する。
帰国後は東北大学に復職し、同大学の金属材料研究所専任教授となった。1933年（昭和8年）には同研究所の所長を務め、その後は高岡工業専門学校長（後に富山大学工学部長昇格後も続役）や富山大学学長、学会及び産業界の評議員を務めた。1947年（昭和22年）8月6日、昭和天皇が戦後巡幸で東北帝国大学金属材料研究所を視察した際には、非磁性鉄合金について説明を行った。
また、同年からは再度研究所の所長を務め、同年から1950年（昭和25年）まで電磁材料研究所の理事長も務めた。